# Claro Jansson
Claro Gustavo Jansson, nacido Klas Gustav Jansson, (Hedemora, 5 de abril de 1877 - Curitiba, 10 de marzo de 1954) fue un fotógrafo sueco nacionalizado brasileño. Gran parte de su trabajo registró los conflictos de la Guerra del Contestado así como la Revolución Constitucionalista de 1932.